# 武汉大学杰出校友列表
本条目为武汉大学自1997年起授予杰出校友称号之名單：

## 第一屆
1997年5月授予：
- 黄彰任，1938年毕业于国立武汉大学工学院土木系，美国国会顾问，泰国森美实业公司总经理、泰国森美石油公司董事长、新加坡石油公司董事长
- 端木正，1942年毕业于国立武汉大学法学院政治系，著名法学家，香港特别行政区基本法起草委员会委员，中华人民共和国最高人民法院副院长
- 钟期荣，1944年毕业于国立武汉大学法学院法律系，法国巴黎大学法学博士，法学家、教育家，香港特别行政区推委会委员，香港基本法咨询委员会委员，港事顾问，香港第一所私立大学香港树仁大学创校校长
- 欧阳予，1944年毕业于国立武汉大学工学院电机系，中国科学院院士
- 陆长生，中国出口商品基地建设上海公司总经理
- 庹震，1982年毕业于武汉大学经济系，新华社副社长、《经济日报》总编辑、现任中共中央宣传部副部长。
- 王佛松，1955年毕业于武汉大学化学系，苏联化学科学副博士、中国科学院副院长、中国科学院院士，曾获国家科技进步特等奖、国家自然科学二等奖2次及三等奖1次，发表论文200多篇，合编专著1部，译著1部。太平洋地区高分子联合会（PPF）主席，中国化学会高分子学科委员会主任、中国石油学会副理事长、《Progress in Polymer Science》编委、《高分子学报》(中、英文版)副主编、《Polymer》、《Korea Polymer Journal》及《Japan Polymer Journal》顾问编委

## 第二屆
1999年5月授予：
- 张培刚，1934年毕业于国立武汉大学法学院经济系，哈佛大学经济学博士，哈佛大学经济系“威尔士论文奖”获得者，世界著名经济学家
- 柯俊，1938年毕业于国立武汉大学理学院化学系，北京科技大学副校长，中国科学院院士（学部委员，1980年）
- 方成，1942年毕业于国立武汉大学理学院化学系，著名漫画艺术家、中国新闻漫画研究会会长、《人民日报》高级编辑、国际漫画杂志《WITTYWORLD》编辑
- 黄孝宗，1942年毕业于国立武汉大学工学院机械系，美国麻省理工学院机械工程博士，公认世界级有权威的航天科学家和火箭专家、美国NASA阿波罗登月计划火箭推进系统总工程师、美国航太推进系统公司总工程师
- 张效祥，将军军衔、1943年毕业于武汉大学工学院电机系，中国人民解放军总参谋部研究所所长兼总工程师、中国科学院院士、中华人民共和国计算机事业的开拓者和奠基人，有“中国计算机之父”之美誉。张效祥将军是中国第一台大型通用电子计算机总设计师、中国第一台亿次巨型并行计算机系统总设计师，先后荣获国家科技进步特等奖、军队科技进步一等奖，荣立军队一等功1次、二等功1次、三等功2次；国家自然科学基金委员会评审组组长、中国计算机学会理事长、名誉理事长
- 陈荣悌，1944年毕业于国立武汉大学理学院化学系（研究生），中国科学院院士（学部委员，1980年）
- 刘诗白，1946年毕业于国立武汉大学法学院经济系，西南财经大学校长
- 王梓坤，1952年毕业于武汉大学数学系，北京师范大学校长，中国科学院院士（学部委员，1991年）
- 董辅礽，1950年毕业于武汉大学经济系，莫斯科国立经济学院副博士，著名经济学家
- 邹节明，1966年毕业于武汉大学生物系，桂林三金药业集团公司董事长兼总经理、党委书记、集团公司研究所总工程师

## 第三屆
2003年授予：
- 陈东升，1983年毕业于武汉大学经济系，金融保险专家，泰康人寿保险公司董事长兼首席执行官
- 范云六，1952年毕业于武汉大学农学院农业化学系，中国工程院院士（1997年）
- 付向东，1982年毕业于武汉大学病毒学系，美国加州大学圣地亚哥分校细胞与分子医学系终生正教授，美国先进科学协会会员、RNA协会会员、白血病与淋巴癌协会委员、美国生物医学科学RayWu协会会员
- 江元生，1953年毕业于武汉大学化学系，中国科学院院士（学部委员，1991年）
- 雷军，1991年毕业于武汉大学计算机系，中国软件公司金山的总裁，小米公司创始人兼执行总裁。
- 李方华，1950年考入武汉大学物理系，中国科学院院士，获得有着“女性诺贝尔科学奖”美誉的“欧莱雅－联合国世界杰出女科学家成就奖”，这是中国人第一次获此国际殊荣
- 李京文，1951年考入武汉大学经济系，1953年选派留学苏联，莫斯科国立经济学院硕士、中国工程院院士、俄罗斯科学院外籍院士、俄罗斯人文科学院院士、国际欧亚科学院院士、中国技术经济学主要奠基人之一
- 李连和，1970年毕业于武汉大学水利学院（原武汉水利电力学院），深圳市政协副主席、深圳市科协副主席、深圳市科技局局长、中国国际高新技术成果交易会办公室主任
- 李锐，1934年考入武汉大学机械系，中国共产党中央组织部常务副部长、中共党史专家、毛泽东研究专家、水利部副部长、电力部副部长、国家能源委员会副主任、中共中央组织部青年干部局局长、中共中央组织部常务副部长、中央委员、中顾委委员
- 刘家恩，1985年获武汉大学医学院（原湖北医学院）妇产科专业医学硕士学位，著名生殖医学专家，比利时布鲁塞尔自由大学生殖医学中心单精子注射实验室终身主任、美国马里兰州大巴尔的摩医学中心生育医学中心主任
- 刘西尧，少将军衔、1934年考入武汉大学物理系，中华人民共和国国务院国防工业办公室副主任、国家科学技术委员会副主任、第二机械工业部（核工业部）第一副部长、教育部部长、四川省委书记、湖北省委第一副书记，1963年被授予少将军衔，并调任第二机械工业部（核工业部）第一副部长，我国首枚原子弹、氢弹等核武器试验的副总指挥，后担任中华人民共和国教育部部长，在他的积极行动下，中国于1977年恢复了中断长达三十年的高考，1977年恢复高考的主要参与者和实施者
- 刘先林，1962年毕业于武汉测绘学院，中国工程院院士（1995年）
- 田源，1978年毕业于武汉大学经济系，期货、物流专家，中国国际期货经纪有限公司创始人、中国诚通控股公司董事长
- 颜泽贤，1969年毕业于武汉大学物理系，华南师范大学校长
- 于刚，1982年毕业于武汉大学物理系，美国康乃尔大学物理学硕士，美国宾夕法尼亚大学沃顿商学院决策科学博士，国际运筹管理科学应用弗朗兹·艾德尔曼（Franz Edelman）管理科学成就奖获得者、“1号店”创始人兼董事长、在B2C电子商务行业，业界将他视为“网上沃尔玛”的缔造者，曾任DELL全球采购副总裁、世界著名电子商务公司亚马逊（Amazon.com）全球副总裁，美国德克萨斯大学奥斯汀分校迈康管理学院Jack G. Taylor讲席教授、武汉大学特聘教授、中国国家973项目首席科学家，获得“弗朗兹·艾德尔曼管理科学成就奖（Franz Edelman Prize）”，这是中国人第一次获此国际殊荣
- 张明高，1962年毕业于武汉大学数学系，中国工程院院士（1999年）
- 张学知，1969年毕业于武汉大学（原武汉水利电力学院），华中电网有限公司董事长、总经理、党组书记
- 赵耀东，1940年毕业于国立武汉大学工学院机械系，麻省理工学院机械系硕士，台湾经济部部长，经济建设委员会主任委员，台湾“中国钢铁公司”的创办人。担任台湾“经济部长”时，以铁肩担重任的大无畏精神，一展长才，博得“铁头”部长之美名，被誉为台湾政务官的典范，为台湾的经济腾飞做出了重大贡献。

## 第四屆
2005年11月授予：
- 陈俊勇，1960年毕业于武汉测绘学院，中国科学院院士（学部委员，1991年）
- 陈善广，1982年毕业于武汉大学数学系，中国航天员中心主任、中国载人航天工程航天员系统总指挥兼总设计师
- 陈文蔚，1943年毕业于国立武汉大学法学院经济系，后留学美国哈佛大学经济系和芝加哥大学经济系，获美国哈佛大学经济学硕士和美国芝加哥大学经济学博士，著名经济学家，中华人民共和国国务院外国专家局成员
- 方辉煜，1952年毕业于武汉大学物理系，著名航天科学家，中国国家航天二院总体设计部主任、航天二院副院长、总设计师，曾获航天部科技进步一等奖、国家科技进步一等奖、光华科技基金一等奖等奖项，被评为航天系统有突出贡献专家、航天创业荣誉奖章获得者
- 林宗坚，中国测绘科学研究院院长
- 王明庥，1950年考入武汉大学农学院森林学系，中国工程院院士（1994年），南京林业大学校长
- 游效曾，中国科学院院士

## 第五屆
2007年授予：
- 卡里姆·马西莫夫，1992年毕业于武汉大学法学院国际法专业，获得法学学士学位，现任哈萨克斯坦政府总理。卡里姆·马西莫夫曾任哈萨克斯坦人民储蓄银行总裁、运输通讯部部长、副总理兼经济和预算规划部部长等职务，精通中文、英文、阿拉伯文三种外语。
- 池莉，1986年毕业于武汉大学中文系，著名作家
- 易中天，厦门大学中文系教授
- 潘垣，1951年考入武汉大学工学院电机系，中国工程院院士（1997年）
- 张晓刚，鞍山钢铁集团公司总经理
- 张家铝，1959年毕业于武汉大学物理系，中国科学院院士（2005年）
- 胡代光，经济学家
- 何炼成，西北大学经济管理学院名誉院长
- 熊召政，作家

## 第六屆
2010年授予：
- 王小凡，武汉大学生物学学士，加州大学洛杉矶分校PhD，麻省理工学院Postdoctoral Fellow，美国杜克大学医学院终身正教授，出任世界著名学术期刊《Journal of Biological Chemistry》副主编，这是第一位来自亚洲的学者出任此世界著名学术期刊的副主编。王小凡教授是《Journal of Biological Chemistry》历史上第一位也是迄今为止唯一一位亚裔副主编，这是中国人和亚洲人第一次获此国际殊荣
- 王光谦，中国科学院院士
- 史文中，国际摄影测量与遥感学会第二专业委员会主席
- 艾路明，武汉当代科技投资股份有限公司董事长
- 李新昭，企业家
- 陈鑫连，动态大地测量学家
- 杨惠根，1983年考入武汉大学空间物理系，1992年获武汉大学空间物理学博士，中国极地研究中心主任、中国首个北极科学考察站黄河站的首任站长、中国第25次南极科考队领队、首席科学家、中国空间科学学会空间物理专业委员会副主任委员、中国《极地研究》常务副主编（在他的领导下，中国第25次南极科考队在南极内陆冰盖的最高点冰穹A地区建立了中国第一个南极内陆考察站）
- 胡知宇，美國胡知宇律师事务所及美国法律培训学院创办人
- 喻杉，领导者杂志和共识网创办人

## 第七屆
2013年授予：
- 文龙，1984年至1988年就读于武汉大学物理系，获理学学士学位。2009年在美国南加利福尼亚大学获得公共政策与管理硕士学位。现任广西公安厅反恐总队副调研员、一级警督、高级工程师。
- 毛振华，1979年-1983年就读于武汉大学经济系并获经济学学士学位，1996年获武汉大学经济学博士学位。现任中国诚信信用管理有限公司董事长、中国人民大学经济研究所联席所长、博士生导师，并受聘担任中国社会科学院研究生院和西南财经大学兼职教授。
- 朱九思，1936年考入国立武汉大学哲学系，1937年转入外语系学习，武汉大学肄业。1937年12月赴延安入抗日军政大学。曾任新湖南报社社长兼总编辑，湖南省教育厅常务副厅长，中共湖北省委宣传部、文教部副部长，华中工学院(今华中科技大学)院长兼党委书记、指导硕士、博士研究生。
- 陶凯元，1981—1988年就读武汉大学，先后获国际法专业学士及硕士学位， 2000年获武汉大学国际法专业博士学位。现任广东省政协副主席、民进中央常委、民进广东省委主委、广东省知识产权局局长。
- 康绍忠，1978年—1982年就读于武汉水利电力学院农田水利工程专业，获学士学位。1985、1990年分别获西北农业大学工学硕士、博士学位。2011年当选中国工程院院士。现任中国农业大学中国农业水问题研究中心主任。
- 董欣年，1978年—1982年就读于武汉大学生物系，1988年获西北大学分子生物学博士学位，1988年—1991年在哈佛大学 从事 博士后研究，1992年起在美国杜克大学生物系任教至今。现为杜克大学生物学讲席教授，美国霍华德·休斯医学研究所HHMI-GMBF项目研究员，2011年被推举为美国科学促进会会士，2012年当选为美国科学院院士。
- 童朝晖，1983-1988年就读于湖北医学院医疗系，获医学学士学位；1995年获中国协和医科大学医学硕士学位；2002年获德国埃森大学医学博士学位。现任首都医科大学附属北京朝阳医院副院长、北京市呼吸疾病研究所副所长，教授、博士生导师。

## 第八屆
2018年授予：
- 桂建芳，中国遗传学家、发育生物学家，中国科学院水生生物研究所研究员。1982年获武汉大学细胞生物学专业理学士学位。之后升入武汉大学遗传学专业，在余先觉、周暾指导下研究了中国淡水鱼的核型与染色体，1984年获硕士学位。之后到中国科学院水生生物研究所工作，研究鱼类育种。
- 胡春宏，中国水力学及河流动力学专家。工学博士、博士生导师、教授级高级工程师。1982年取得武汉水利电力学院治河系（今武汉大学水利水电学院）学士学位，1985年和89年分别取得清华大学水利系硕士和博士学位。担任中国水利水电科学研究院副院长，2013年当选中国工程院院士。[10]
- 李小林，1972年4月到1975年9月，于武汉大学学习。1975年起任中国人民对外友好协会处长。1982年和1983年，在美国加州大学洛杉矶分校学习美国历史，取得硕士学位[11]。
- 刘亚洲[12]，1972年进入武汉大学外语系英文专业学习，大学学历。1996年6月，晋升为空军少将军衔。2003年，晋升为空军中将军衔。2012年7月，晋升为上将军衔[13]。
- 倪晋仁，1982年毕业于武汉水利电力学院治河工程系(今武汉大学水利水电学院治河专业)，1985年和1989年在清华大学水利工程系水力学及河流海岸动力学专业分获硕士和博士学位，之后在北京大学城市与环境学系从事博士后研究。[14] 2015年12月当选为中国科学院技术科学部院士。
- 解振华，武汉大学环境法硕士研究生。历任国家建设委员会机关团委书记；城乡建设环境保护部环境保护局助理工程师、工程师、人事处处长兼放射性环境管理处处长；国家环境保护总局行政体制与人事司司长、副局长、党组书记、局长，国家发展和改革委员会副主任，全国政协第十二届全国委员会委员、全国政协人口资源环境委员会副主任等职[15]。
- 阎志，武汉大学中国传统文化研究中心博士, 中国作家协会会员、《中国诗歌》主编。2022年5月27日，当选为第十三届湖北省工商联副主席。
- 周旭洲，1985年毕业于武汉大学，获理学硕士学位。现任宇业集团董事局主席 、总裁，美瑞健康国际执行董事、主席，中珈资本董事长 。

## 第九屆
2020年授予：
- 程亦凡，美国科学院院士，物理生物学家。
- 陈晋，1982年毕业于武汉大学中文系。中华人民共和国作家、第十三届全国人民代表大会湖南地区代表(2018-2023)[17][18][19][20]，中共中央党史和文献研究院院务委员[21]。
- 朱征夫，1984年毕业于武汉大学法学院。浩天信和律师事务所合伙人会议主席、律师。第十三届全国政协委员[22]，第十四届全国人大代表[23]、中华全国律师协会副会长。
- 曾文涛
- 喻鹏
- 阮立平
- 毛明，1983年毕业于武汉大学工学部（原武汉水利电力大学）机械工程专业，2019年当选中国科学院技术科学部院士。
- 蹇宏

## 第十屆
2023年授予：
- 陈军，1981年毕业于武汉测绘科技大学（现武汉大学测绘学院），获硕士学位。[25]曾任武汉测绘科技大学测绘遥感国家重点实验室教授和实验室副主任。中国地理信息系统专家，中国工程院院士，国际欧亚科学院院士，国家基础地理信息中心总工程师。[26]
- 陈晓红，美籍华裔经济学家，目前担任耶鲁大学Malcolm K. Brachman经济学教授。她是和2017年中国经济学奖获得者，也是第一位来自中国大陆的经济计量学会会士。[27]她的研究领域为计量经济学理论，提出了一套对于具有内生性的半非参数条件矩模型的估计和推断方法。[28] 2019年当选为美国人文与科学院院士。
- 郭仁忠，1978年2月考入武汉测绘学院地图制图系（今武汉大学资源与环境科学学院），先后获得该校地理学学士和硕士学位，1990年取得法国弗朗什-孔泰大学地理学博士学位，曾任武汉测绘科技大学土地科学学院（今武汉大学资源与环境科学学院）副院长。中国地理信息工程专家，中国工程院院士，国际欧亚科学院院士，深圳大学建筑与城市规划学院教授。
- 黄春华
- 刘金成
- 罗秋平
- 徐兵河，中国医学科学院肿瘤医院主任医师、教授、博士生导师，中国工程院院士。[29]
- 张海鹏，1964年7月畢業於武漢大學歷史系。曾任中國社會科學院近代史研究所所長；第十届全国人民代表大会代表。現任中國社會科學院學部委員兼中國社會科學院文史哲學部副主任；中國國務院學位委員會委員兼歷史學科評議組召集人；中國社會科學院台灣史研究中心主任、中國史學會會長、中國孫中山研究會副會長、中國義和團研究會會長；海峽兩岸關係研究中心學術顧問；馬克思主義理論研究與建設工程《中國近代史》教材編寫課題組首席專家；中國社會科學院研究生院教授、博士生導師；國家清史編纂委員會委員，中國地方志指導小組成員、[30]部编版普通高中历史教材总主编。[31]
- 张跃，1982年本科毕业于武汉水利电力大学（并入武汉大学）。2019年当选为中国科学院院士。[32]

## 参看
- 武汉大学